# Gotthard von Höveln

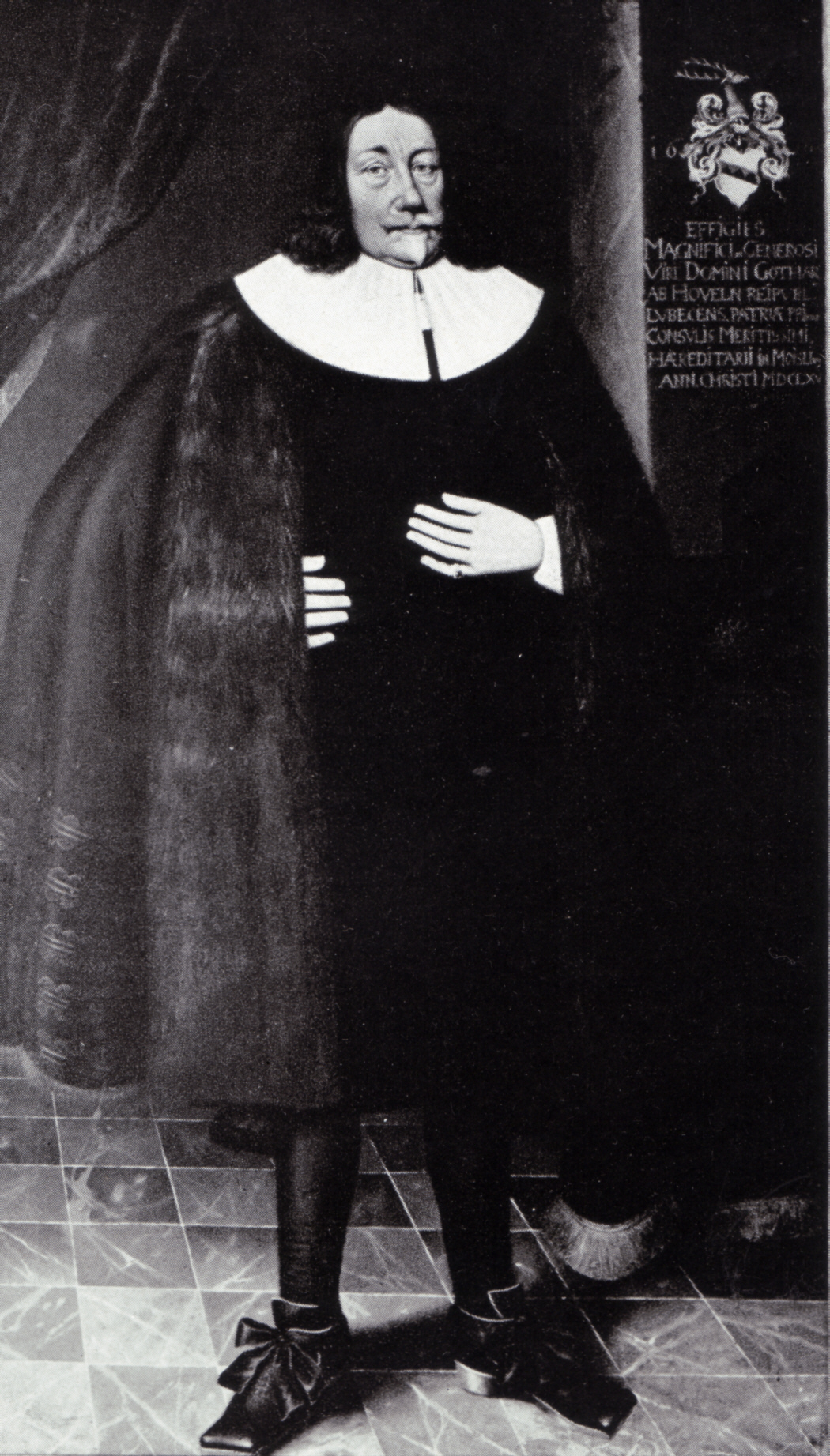
Gotthard von Höveln

Gotthard von Höveln (auch: Hoeveln; * 21. Oktober 1603 in Lübeck; † 14. Februar 1671 in Glückstadt) war ein deutscher Bürgermeister der Hansestadt Lübeck.

## Leben
Höveln entstammte einer Lübecker Kaufmanns- und Ratsherrenfamilie, in der der Vorname Gotthard sehr häufig war. Er war der jüngere Vetter des Bürgermeisters Gotthard V. von Hoeveln. Er studierte in Rostock, Königsberg, Groningen und Straßburg. Nach Reisen durch Westeuropa kam er 1628 nach Lübeck zurück, wurde 1640 in den Rat und 1654 zum Bürgermeister gewählt. Der Rat überließ ihm 1662 pachtweise das Gut Strecknitz. Er steht von seinen Auffassungen her für in Lübeck zu dieser Zeit vorherrschende Orthodoxie des Denkens und die aristokratischen Prinzipien der in Holstein Landgüter besitzenden Patrizier Lübecks, die ihn die von seinem Bürgermeisterkollegen David Gloxin befürwortete Lübecker Verfassungsreform (Kassarezess) von 1669 nicht mit tragen ließen. So schied er 1669, nachdem er bereits drei Jahre lang nicht mehr an den Ratssitzungen teilgenommen hatte, aus dem Rat aus, stellte 1667 sein Gut Moisling unter dänischen Schutz und wurde holsteinischer Vizekanzler in Glückstadt.
In erster Ehe war er mit Cecilie, der Tochter von Hieronymus Lüneburg († 1633), verheiratet, nach ihrem Tod 1649 heiratete er Catharina († 1655), die Tochter des Bürgermeisters Heinrich Brockes I., 1656 in dritter Ehe Magdalena († 1670), die Tochter des Ratsherrn Dietrich Brömse, wodurch er Schwager von Diedrich von Brömbsen wurde. Er hatte insgesamt 15 Kinder.
Sein Leichnam wurde nach Lübeck gebracht und in der Marienkirche beigesetzt. Sein reich geschnitztes Wappenepitaph verbrannte 1942. 

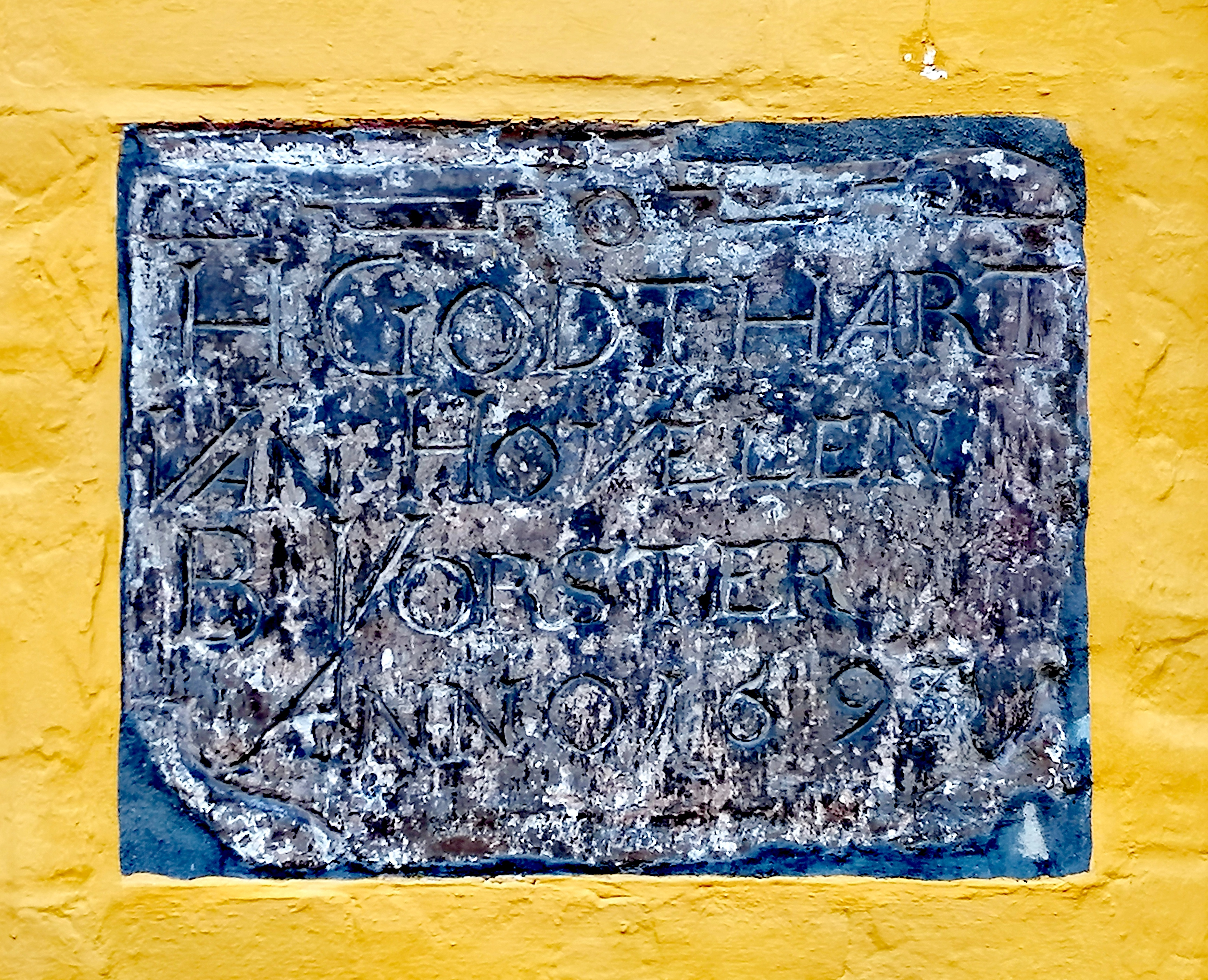
Vorsteher

Nach der Patrizierfamilie von Höveln sind zwei Lübecker Gänge und Höfe in der Hundestraße und der Wahmstraße der Altstadt benannt, die von Familienmitgliedern als Vorsteher bestehender Stiftungen verwaltet und mit Zustiftungen bedacht wurden. 1693 wurde im damaligen Peter-Droghen-Armengang in der Hundestraße die Bebauung erneuert.

## Werke
- Historia motuum civilium Lubecensium s. Historie der bürgerlichen Unruhen in Lübeck ab a. 1662–1667. Manuskript Stadtbibliothek Lübeck, Ms Lub 2° 142

Digitalisat
abgedruckt in:
- Kurtzer Bericht/ Wie die von Graff Adolph zu Hollstein fundirte, nachgehends dem Reich ohne Mittel einverleibte Stadt Lübeck/ der vormahligen Graffen und gefolgeten Hertzogen zu Hollstein Regalia und Jura verschiedentlich zu schmälern ... wider Fug und Recht weitlich zu extendiren sich von jehero beflissen ... : Sampt Gründlicher aus unverwerfflichen Documenten und des Raths zu Lübeck eigener Geständnuß gezogener Behaubtung ... Ihrer Königl. Mayest. zu Dennemarck ... über die Güter Stockelsdorf/ Steinrade ... Glückstadt: Koch 1672